# Sitticus exiguus
Sitticus exiguus is een spinnensoort in de taxonomische indeling van de springspinnen (Salticidae).
Het dier behoort tot het geslacht Sitticus. De wetenschappelijke naam van de soort werd voor het eerst geldig gepubliceerd in 1903 door Friedrich Wilhelm Bösenberg.